# Philip Grierson
 (octobre 2013).
Si vous disposez d'ouvrages ou d'articles de référence ou si vous connaissez des sites web de qualité traitant du thème abordé ici, merci de compléter l'article en donnant les références utiles à sa vérifiabilité et en les liant à la section « Notes et références ».
Philip Grierson, né le 15 novembre 1910 à Dublin (Irlande) et mort le 15 janvier 2006 à Cottenham (Grande-Bretagne), est un historien britannique, spécialiste du Moyen Âge et, surtout, de l'histoire de la monnaie ou numismatique.

## Biographie
Successivement assistant (1938), enseignant-chercheur ou maître de conférences (1945), professeur extraordinaire (1959) et professeur ordinaire (1971), Philip Grierson œuvra essentiellement à l'université de Cambridge, mais eut également des activités académiques à Dumbarton Oaks (États-Unis) et à l'Université libre de Bruxelles (ULB), où il enseignait l'histoire de la monnaie. Il a laissé une œuvre importante dans ses domaines de prédilection. Certains de ses ouvrages ont été traduits, notamment en français et en allemand. 

## Publications (aperçu)
- Numismatics; Oxford, 1975.
- Coins of Medieval Europe; Londres, 1991.
- Byzantine Coinage; Londres & Berkeley (CA), 1982. - 2e édition, revue, publiée à Dumbarton Oaks (Collection Publications).
- Monnaies et monnayage - Introduction à la numismatique; Paris (Aubier / Éditions Montaigne; Collection historique dirigée par Paul Lemerle), 1976.